# Paulchen heiratet seine Schwiegermutter
Paulchen heiratet seine Schwiegermutter ist eine deutsche Filmkomödie von 1918 innerhalb der Stummfilmreihe Paulchen. Hauptdarsteller ist Paul Heidemann.

## Handlung
Paulchen wird von der Mutter der Frau, die ihn nicht will, erobert.

## Hintergrund
Der Stummfilm hat eine Länge von 856 Metern – was circa 47 Minuten entspricht – in drei Akten. Produziert wurde er von Oliver Film und/oder der Nordische Films Co. GmbH (Berlin). Er wurde von der Polizei Berlin im März 1918 unter der Nummer 41616 mit einem Jugendverbot belegt.